# Selección de balonmano de Catar
La selección de balonmano de Catar es el equipo nacional de balonmano de Catar que representa a dicho país en las competiciones continentales, internacionales y torneos olímpicos. Forma parte de la Federación Asiática de Balonmano (AHF).
Ganó su primer Campeonato de Asia en 2014. En el 2015 se proclamó subcampeón del mundo, tras llegar a la final del Campeonato donde era la anfitriona. Es la primera selección no europea que consigue una medalla en un Mundial.

## Historia

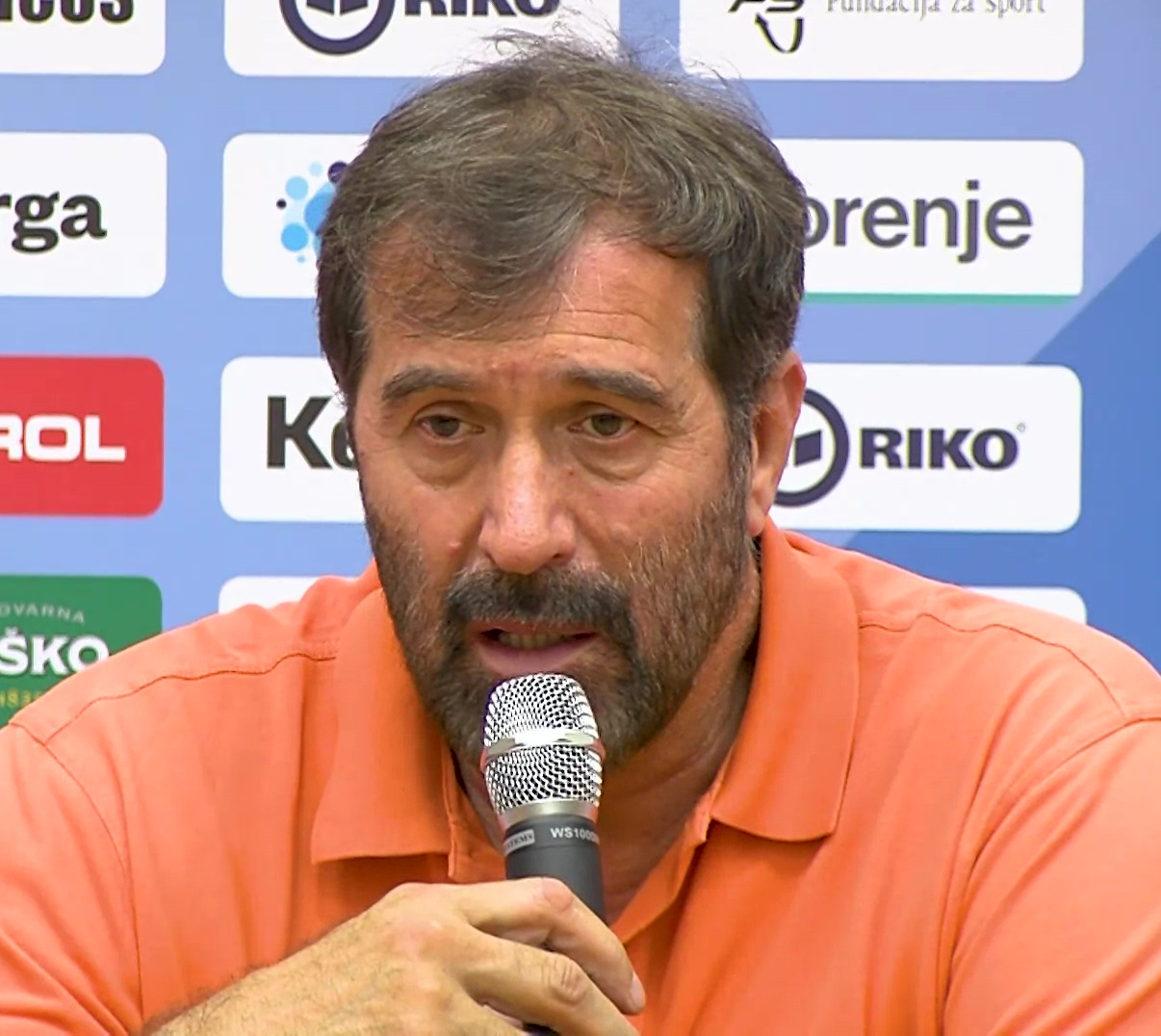
Veselin Vujovic, actual seleccionador.

Catar participó por primera en un torneo internacional en 1983, cuando participó en el Campeonato Asiático de dicho año, ganando un partido y perdiendo los otros dos que jugó. En 1991, alcanzaría por primera vez las semifinales del torneo Asiático, aunque finalmente quedó en 4.ª posición. Tras no participar en los dos torneo siguientes, en 2002 logró su primera medalla internacional al finalizar subcampeona de Asia, lo que le valió para clasificarse para el Campeonato del Mundo de 2003 celebrado en Portugal.
Después de lograr otras medallas en Asia y realizar torneos Mundiales discretos, en 2011 se dio a conocer que Catar organizaría el Campeonato del Mundo de 2015, por lo que participaría por ser la anfitriona de dicho torneo. El año siguiente volvería a perder una final del Campeonato de Asia frente a Corea del Sur.
A partir de 2013 comenzó a nacionalizar jugadores de otros países de cara al Mundial de 2015. Esto se debe a que la Federación Internacional de Balonmano (IHF) dicta que un jugador puede jugar con otra selección internacionalmente si lleva 3 o más años sin jugar con otra selección. A pesar de no ser jugadores de la élite de balonmano llegaron extraordinarios jugadores como Danijel Šarić, Rafael Capote o Borja Vidal Fernández. Aparte de reforzar la plantilla a base de jugadores nacionalizados, también ficharon a Valero Rivera como entrenador, que venía de haber sido campeón del Mundo con España en 2013. Al año después de llegar la mayoría de nacionalizados y Valero Rivera, se proclamaron por primera vez campeones de Asia, en 2014, derrotando en la final 27-26 a la anfitriona Baréin.
En el Mundial de 2015, comenzaron ganando sus primeros partidos en la fase de grupos, pero perdió el último contra España pasando finalmente como segunda clasificada. Luego en octavos de final ganaron a Austria por 27-29, con 8 goles de Markovic y 7 de Rafa Capote y en cuartos derrotaron a Alemania por 26-24, clasificándose a semifinales por primera vez en su historia. En semifinales se enfrentaron a Polonia a la que pasaron por encima en todo el partido, convirtiéndose en la primera selección no europea que conseguiría una medalla en un campeonato del Mundo. En la final perdieron contra Francia, campeona de Europa y olímpica, aunque por un resultado ajustado de 22-25. Sus dos laterales titulares, Zarko Markovic y Rafael Capote fueron elegidos en el 7 ideal del torneo. Como el campeón del Mundo obtiene pasaporte directo hacia el siguiente Mundial y Francia ya estaba clasificado por ser la anfitriona, la plaza va directa al finalista, por lo que Catar jugará el Mundial de 2017.

## Controversias

### Jugadores nacionalizados

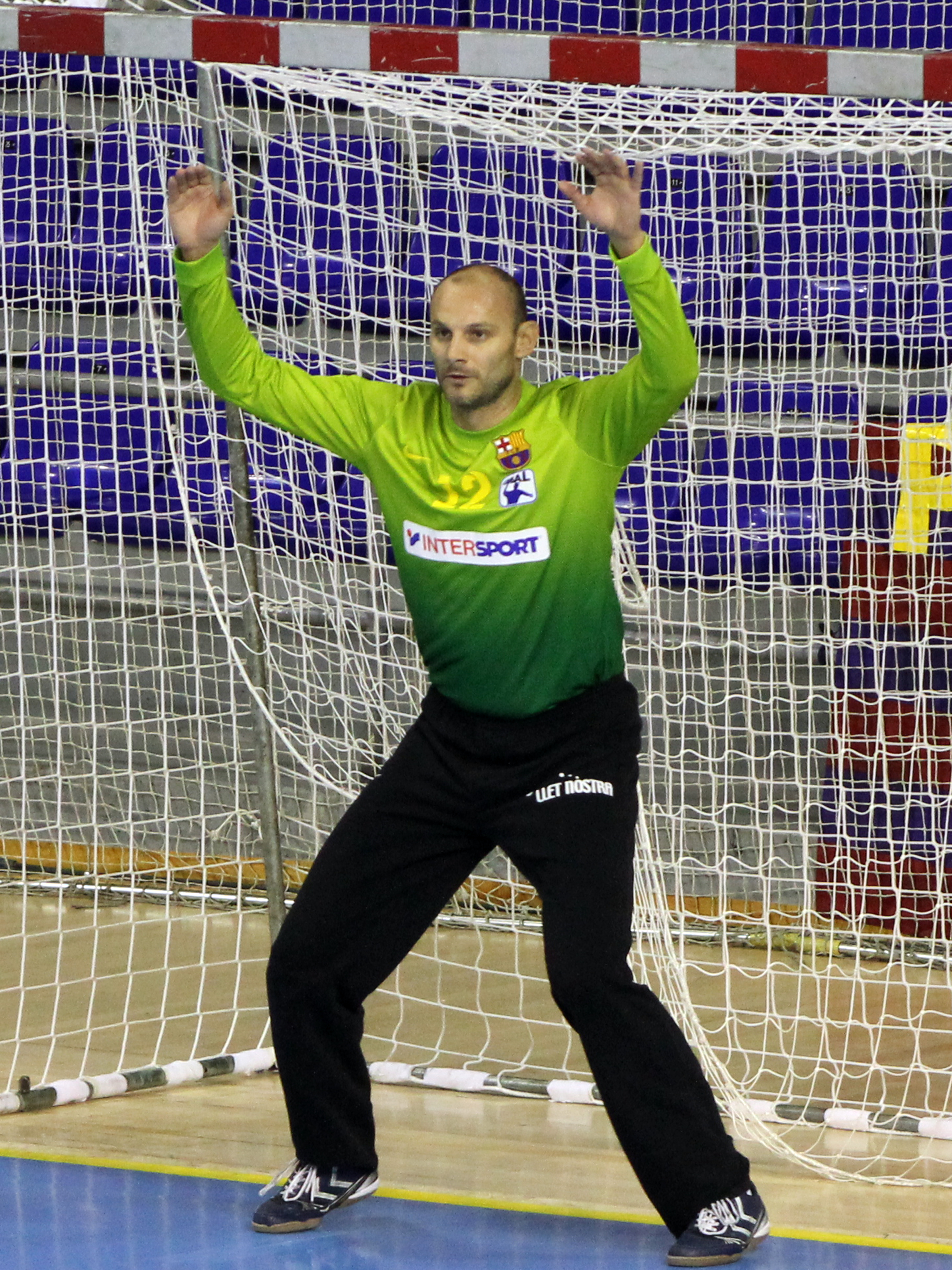
Danijel Šarić, uno de los jugadores nacionalizados y capitán de la selección.

En el año 2013, Catar comenzó a nacionalizar jugadores para el Mundial de 2015 donde fue la anfitriona. Esto le llevó muchas críticas debido a que jugaron prácticamente con un equipo extranjero y sin jugadores nacidos en su país. Los jugadores recibían una cantidad de dinero por nacionalizarse y otra por cada partido ganado en el Mundial. La mayoría de estos jugadores nunca habían jugado con la selección de su país de origen por lo que solo unos pocos tuvieron el problema de esperar 3 años para poder jugar con otra selección. La lista de los jugadores nacionalizados que disputaron el Mundial de 2015 es:
| Jugador               | Posición          | Lugar de nacimiento  |
| --------------------- | ----------------- | -------------------- |
| Žarko Marković        | Lateral derecho   | Montenegro           |
| Danijel Šarić         | Portero           | Bosnia y Herzegovina |
| Goran Stojanović      | Portero           | Montenegro           |
| Eldar Memišević       | Extremo derecho   | Bosnia y Herzegovina |
| Hamad Madadi          | Extremo izquierdo | Irán                 |
| Hassan Mabrouk        | Lateral izquierdo | Egipto               |
| Bertrand Roiné        | Lateral izquierdo | Francia              |
| Rafael Capote         | Lateral izquierdo | Cuba                 |
| Jovo Damjanović       | Lateral izquierdo | Montenegro           |
| Kamalaldin Mallash    | Central           | Siria                |
| Hadi Hamdoon          | Lateral derecho   | Siria                |
| Mahmud Hasab Alla     | Central           | Egipto               |
| Borja Vidal Fernández | Pivote            | España               |
| Yusef Benali          | Pivote            | Túnez                |

Otros jugadores nacionalizados que han jugado para Catar recientemente:
| Jugador     | Posición          | Lugar de nacimiento |
| ----------- | ----------------- | ------------------- |
| Jorge Paván | Lateral derecho   | Cuba                |
| Sinen Wajdi | Lateral izquierdo | Túnez               |

### Aficionados contratados
Para el Mundial de 2015, la selección y la federación de balonmano catarí contrataron a unas decenas de aficionados españoles para apoyar a la selección de Catar. Los aficionados son peñistas de la "Furia Conquense" (Cuenca) y de otros lugares como Vigo, Puerto de Sagunto o Aranda de Duero

## Selección

### Jugadores convocados para el Mundial de 2015
| N.º | Nombre                | Altura | Peso   | Posición          | Partidos | Goles | Club          |
| --- | --------------------- | ------ | ------ | ----------------- | -------- | ----- | ------------- |
| 1   | Žarko Marković        | 1.96 m | 94 kg  | Lateral derecho   | 0        | 0     | El Jaish SC   |
| 4   | Hassan Mabrouk        | 1.90 m | 100 kg | Lateral izquierdo | 27       | 55    | El Jaish SC   |
| 7   | Bertrand Roiné        | 1.98 m | 99 kg  | Lateral izquierdo | 11       | 35    | Lekhwiya HT   |
| 9   | Rafael Capote         | 1.98 m | 102 kg | Lateral izquierdo | 15       | 51    | El Jaish SC   |
| 10  | Abdulla Al-Karbi      | 1.77 m | 75 kg  | Extremo derecho   | 33       | 105   | Al Sadd SC    |
| 11  | Abdulrazzaq Murad     | 1.86 m | 77 kg  | Extremo izquierdo | 59       | 122   | Al-Gharafa SC |
| 12  | Danijel Šarić         | 1.95 m | 92 kg  | Portero           | 0        | 0     | FC Barcelona  |
| 13  | Eldar Memišević       | 1.78 m | 77 kg  | Extremo derecho   | 84       | 171   | El Jaish SC   |
| 16  | Goran Stojanović      | 1.91 m | 90 kg  | Portero           | 15       | 0     | El Jaish SC   |
| 19  | Borja Vidal Fernández | 2.06 m | 120 kg | Pivote            | 15       | 38    | Al-Qiyada     |
| 20  | Jovo Damjanović       | 1.91 m | 105 kg | Lateral izquierdo | 26       | 34    | El Jaish SC   |
| 25  | Kamalaldin Mallash    | 1.80 m | 80 kg  | Central           | 28       | 83    | El Jaish SC   |
| 41  | Youssef Benali        | 1.93 m | 100 kg | Pivote            | 15       | 51    | Lekhwiya HT   |
| 66  | Hamad Madadi          | 1.78 m | 81 kg  | Extremo izquierdo | 38       | 200   | Lekhwiya HT   |
| 77  | Hadi Hamdoon          | 1.83 m | 82 kg  | Lateral derecho   | 55       | 167   | El Jaish SC   |
| 86  | Mahmoud Hassab Alla   | 1.82 m | 80 kg  | Central           | 8        | 24    | Al Sadd SC    |
| 94  | Ameen Zakkar          | 1.95 m | 100 kg | Lateral izquierdo | 26       | 42    | Al Rayyan     |

## Palmarés

### Juegos Olímpicos
| Año   | Posición | PJ | PG | PE | PP | GF  | GC  | DG  |
| ----- | -------- | -- | -- | -- | -- | --- | --- | --- |
| 2016  | 8.ª      | 6  | 2  | 1  | 3  | 144 | 161 | -17 |
| Total | 1/12     | 6  | 2  | 1  | 2  | 144 | 161 | -17 |

### Campeonato del Mundo

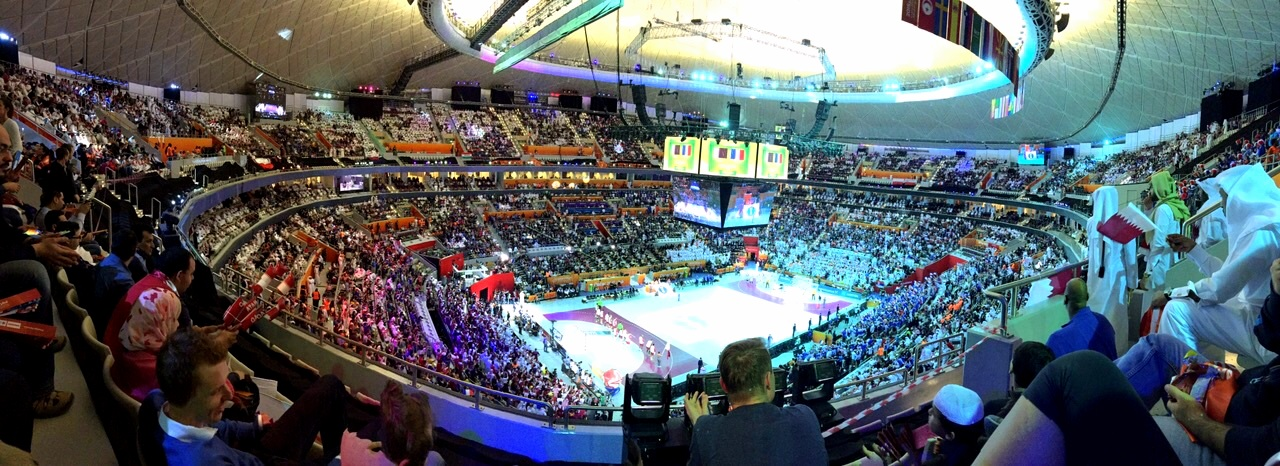
Aspecto del pabellón que albergó la final del Campeonato del Mundo 2015, entre Catar y Francia.

| Año       | Posición            | PJ | PG | PE | PP | GF  | GC   | DG   |
| --------- | ------------------- | -- | -- | -- | -- | --- | ---- | ---- |
| 1938-2001 | Sin participaciones | -  | -  | -  | -  | -   | -    | -    |
| 2003      | 16.ª                | 7  | 2  | 0  | 5  | 157 | 243  | -77  |
| 2005      | 21.ª                | 5  | 0  | 0  | 5  | 117 | 168  | -51  |
| 2007      | 23ª                 | 6  | 1  | 0  | 5  | 155 | 212  | -57  |
| 2009-2011 | Sin participaciones | -  | -  | -  | -  | -   | -    | -    |
| 2013      | 20.ª                | 7  | 1  | 0  | 6  | 195 | 229  | -34  |
| 2015      |                     | 9  | 7  | 0  | 2  | 245 | 227  | +18  |
| 2017      | Clasificada         | -  | -  | -  | -  | -   | -    | -    |
| Total     | 5/24                | 34 | 11 | 0  | 23 | 869 | 1079 | -210 |

### Campeonato Asiáticos
| Año       | Posición            | PJ | PG | PE | PP | GF   | GC   | DG   |
| --------- | ------------------- | -- | -- | -- | -- | ---- | ---- | ---- |
| 1977-1979 | Sin participaciones | -  | -  | -  | -  | -    | -    | -    |
| 1983      | 6.ª                 | 3  | 1  | 0  | 2  | 52   | 65   | -13  |
| 1987      | 6.ª                 | 6  | 1  | 1  | 4  | 112  | 132  | -20  |
| 1989      | 6.ª                 | ?  | ?  | ?  | ?  | ?    | ?    | ?    |
| 1991      | 4.ª                 | 7  | 3  | 0  | 4  | 136  | 157  | -21  |
| 1995-2000 | Sin participaciones | -  | -  | -  | -  | -    | -    | -    |
| 2002      |                     | 5  | 3  | 0  | 2  | 107  | 94   | +13  |
| 2004      |                     | 5  | 4  | 0  | 1  | 128  | 107  | +21  |
| 2006      |                     | 5  | 4  | 0  | 1  | 130  | 103  | +27  |
| 2008      | 5.ª                 | 5  | 3  | 0  | 2  | 123  | 122  | +1   |
| 2010      | 5.ª                 | 6  | 2  | 2  | 2  | 147  | 160  | -13  |
| 2012      |                     | 6  | 4  | 1  | 1  | 175  | 141  | +34  |
| 2014      |                     | 7  | 7  | 0  | 0  | 214  | 135  | +79  |
| Total     | 12/16               | 55 | 32 | 4  | 19 | 1324 | 1216 | +108 |